# Karmacs
Karmacs község Zala vármegyében, a Keszthelyi járásban.

## Fekvése
Zala vármegye keleti részén, a Keszthelyi-fennsík lábánál fekszik, a Keszthely térségétől Jánosháza felé vezető 7331-es út mentén. Az előbbi útból itt ágazik ki keleti irányban a Vindornyafokra vezető 73 163-as út, illetve nyugat felé a Zalaszentlászlón át Zalaszentgrótig húzódó 7336-os út.
Autóbusszal leginkább Keszthely felől érhető el, de Zalaszentgrót, Sümeg és Szombathely felől is több járat közlekedik a településre.

## Története
Karmacs a 13. században létrejött település, amely ekkor két jól elkülöníthető részből, a nemesi Kiskarmacsból és a várnépek (később jobbágyok) által lakott, később Nagykarmacsnak nevezett településrészből állt. A település első említése 1340-ből való. 1505-ben épült Kiskarmacs temploma, ám a század végére a többi településrésszel együtt hosszabb időre elnéptelenedett a török pusztításai miatt. A 17–18. század során a törökök pusztításai, majd járványok tizedelték a falu lakosságát.
A település nagyobb ívű fejlődése a 18. század végén indult meg, egyre több iparos jelent meg a településen. Mindazonáltal a mezőgazdaság még a 20. században is túlsúlyban volt a községben. 1945 után a falu képe nagyban megváltozott, új utca is épült. 1973-ban a környék termelő szövetkezeteinek központjává vált, majd 1976-tól a körjegyzőség székhelye is. A termelő szövetkezetek felszámolását követően a falu gazdasága nagyban visszaesett, megnőtt az elvándorlás mértéke. Manapság az idegenforgalomban próbál új utat keresni a település, amelynek hajtóereje a környék csendessége lehet.

## Közélete

### Polgármesterei
- 1990–1994: Kator József (független)[3]
- 1994–1998: Kator József (független)[4]
- 1998–2002: Targuba Árpád (FKgP-KDNP)[5]
- 2002–2006: Targuba Árpád (független)[6]
- 2006–2010: Targuba Árpád (független)[7]
- 2010–2011: Papp László (független)[8]
- 2011–2014: Targuba Árpád (független)[9]
- 2014–2019: Kelemen István József (független)[10]
- 2019–2024: Kelemen István (független)[11]
- 2024– : Kelemen István József (független)[1]

A településen 2011. augusztus 14-én időközi polgármester-választást (és képviselő-testületi választást) tartottak, az előző képviselő-testület önfeloszlatása miatt. A választáson a hivatalban lévő polgármester is elindult, de három jelölt közül csak a második helyet érte el.

## Népesség
A település népességének változása:
| Lakosok száma | 822  | 807  | 788  | 819  | 732  | 740  | 748  |
|               | 2013 | 2014 | 2015 | 2021 | 2022 | 2023 | 2024 |

A 2011-es népszámlálás idején a nemzetiségi megoszlás a következő volt: magyar 87,74%, cigány 3,4%, német 5,58%, román 1,09%. A lakosok 64,88%-a római katolikusnak, 1,82% reformátusnak, 0,61% evangélikusnak, 4,37% felekezeten kívülinek vallotta magát (27,2% nem nyilatkozott).
2022-ben a lakosság 85,2%-a vallotta magát magyarnak, 2,9% németnek, 0,7% ruszinnak, 0,3% románnak, 0,1-0,1% szlovénnek és ukránnak, 2,3% egyéb, nem hazai nemzetiségűnek (13,3% nem nyilatkozott; a kettős identitások miatt a végösszeg nagyobb lehet 100%-nál). Vallásuk szerint 50,5% volt római katolikus, 1,5% református, 1% evangélikus, 0,3% ortodox, 0,1% görög katolikus, 1,2% egyéb keresztény, 0,3% egyéb katolikus, 7,5% felekezeten kívüli (37,3% nem válaszolt).

## Sport
Labdarúgó csapata a Karmacs SE 2008-ban megnyerte a járási II. bajnokságot és a szuperkupát is.